# Giovanni Battista Casali del Drago
Giovanni Battista Casali del Drago, italijanski rimskokatoliški duhovnik, patriarh in kardinal, * 30. januar 1838, Rim, † 17. marec 1908.

## Življenjepis
22. decembra 1860 je prejel duhovniško posvečenje.
29. novembra 1895 je bil imenovan za naslovnega patriarha; 8. decembra istega leta je prejel škofovsko posvečenje.
18. junija 1899 je bil povzdignjen v kardinala in imenovan za kardinal-duhovnika S. Maria della Vittoria.